# 数学 (雑誌)
数学（すうがく）は、日本数学会が1947年4月30日から発行している雑誌。科学技術振興機構により順次電子化・無償公開されている。

## 記事

### 論説
主に日本数学会会員によって書かれた、現在研究が進められているトピックについての解説記事。専門外の人々にも楽しめ、理解できることを目的に書かれている。その多くは英訳され、アメリカ数学会から『Sugaku Expositions』という雑誌名で発行されている。

### 企画
特定のテーマに沿った解説記事の掲載や各種の記念特集、国際数学者会議の特集などが行われる。国際数学者会議の特集では、会議に参加した会員による印象記やフィールズ賞の受賞者紹介記事などが掲載される。企画記事には次のようなものがある。
- 関孝和250年祭特集（10巻3号）[4]

- クレイ数学研究所ミレニアム懸賞問題解説
  - ポアンカレ予想[5]
  - ヤン–ミルズ方程式と質量ギャップ問題[6]
  - P≠NP予想[7]
  - リーマン予想[8]
  - ナビエ–ストークス方程式の解の存在と滑らかさ[9]
  - ホッジ予想[10]
  - バーチ・スウィンナートン＝ダイアー予想[11]

## 創刊
1946年に日本数学物理学会が日本数学会と日本物理学会に分離した際に日本数学会の機関誌として創刊された。戦後間もない1947年4月30日に発行された創刊号には、「平和な文化国家として蘇る日本において（中略）日本の数学が今までのよき伝統をも生かし、健全に発展すること」への祈りが綴られている。